# ナタリア・シャポシュニコワ
ナタリア・ビタリェブナ・シャポシュニコワ（ロシア語: Наталья Витальевна Шапошникова、英語: Natalia Vitalyevna Shaposhnikova、ロシア・ソビエト連邦社会主義共和国・ロストフ・ナ・ドヌ出身、1961年6月24日 - ）は、ソビエト連邦・ロシア連邦の元女子体操選手。モスクワオリンピックで2個の金メダルを獲得し、ソ連のスポーツマスターの栄誉を与えられた。

## 来歴
シャポシュニコワは、ロストフ・ナ・ドヌのディナモ・スポーツクラブで訓練を受けた。彼女のコーチはリュドミラ・ツリシチェワやナタリア・ユルチェンコも育てたウラジスラフ・ラストロツキーであった。シャポシュニコワは特に跳馬において、1970年代後期から1980年代初期にかけて世界で最も強い体操選手の1人だった。
シャポシュニコワは段違い平行棒において低棒から高棒へ移動する際の複合技を編み出した。この技は得点基準として彼女の名が付けられ、2008年現在でもD難度の技として広く使われている。1990年代には他の選手がシャポシュニコワを発展させたバリエーションを編み出し始めた。移行の前につま先でのスイングを入れたアメリカのクリステン・マロニーや移行前にシュタルダーを加えたエイミー・チャウなどである。もう一つのバリエーションは世界選手権女子個人総合で3回チャンピオンとなったロシアのスベトラーナ・ホルキナが棒間の移行の間に半ひねりを加えたものである。
引退後シャポシュニコワは同僚のソビエト男子体操選手パヴェル・ソウト (Pavel Sout) と結婚した。2008年現在、夫と共にニュージャージー州のウェストパターソンにある体操教室「ジムナスティカ (Gymnastika)」でヘッドコーチとして子供達に体操を教えている。

## 戦績（オリンピック以外）
| 年   | 大会               | 個人 | 団体 | VT | UB | BB | FX |
| ---- | ------------------ | ---- | ---- | -- | -- | -- | -- |
| 1976 | ソビエト連邦選手権 | 銅   |      |    |    |    | 銀 |
| 1977 | ワールド・カップ   | 銅   |      | 金 |    |    |    |
| 1977 | ソビエト連邦杯     | 金   |      |    |    |    |    |
| 1977 | ソビエト連邦選手権 | 銅   |      | 金 | 銀 | 銀 |    |
| 1978 | 世界選手権         | 銅   | 金   |    |    |    |    |
| 1978 | ワールド・カップ   | 銅   |      | 金 |    | 銀 | 銀 |
| 1979 | 世界選手権         |      | 銀   |    |    |    |    |
| 1979 | ヨーロッパ選手権   | 銅   |      | 銅 |    | 金 | 銀 |
| 1979 | ソビエト連邦杯     | 金   |      |    |    |    |    |
| 1979 | ソビエト連邦選手権 | 金   |      |    | 銅 | 金 | 銀 |
| 1980 | ソビエト連邦杯     | 銀   |      |    |    |    |    |